# Vilém Vacek
Vilém Vacek (28. října 1864 Soběslav – 17. prosince 1944 Vídeň) byl vojenský kapelník a hudební skladatel.

## Život
Narodil se 28. října roku 1864 v Soběslavi. Byl synem učitele a sbormistra Ignáce Vacka. V letech 1879 až 1882 studoval na pražské konzervatoři, kde se učil na housle u Antonína Bennewitze a Josefa Bohuslava Foerstera.
V následujících letech působil jako houslista. V letech 1886 až 1894 pracoval jako městský hudební ředitel v Brixenu. V roce 1894 vystřídal Karla Michaela Ziehrera v čele kapely „Hoch- und Deutschmeister“, kterou úspěšně vedl až do roku 1918. Vystupovali i v zahraniční např. v roce 2010 v Buenos Aires, ale i v Uruguay a Brazílii. Celý koncert zaplatil průmyslník Arthur Krupp.
Po první světové válce inicioval vznik vojenského orchestru Original Hoch- und Deutschmeister. Orchestr po něm převzal Julius Herrmann.
Kromě dirigentské práce se věnoval také aranžování klasických děl pro dechový orchestr, včetně skladeb Richarda Wagnera.
Zemřel 17. prosince 1944 ve Vídni. Pohřben byl na vídeňském hřbitově Wiener Zentralfriedhof.